# 天明 (輔公祏)
天明（てんめい）は、隋末唐初に宋政権を樹立して自立した輔公祏が建てた私年号。
623年 - 624年。

## 西暦・干支との対照表
| 天明 | 元年  | 2年   |
| 西暦 | 623年 | 624年 |
| 干支 | 癸未  | 甲申  |